# Wet Crag
Wet Crag är en kulle i Antarktis. Den ligger i Sydshetlandsöarna. Argentina, Chile och Storbritannien gör anspråk på området. Toppen på Wet Crag är 127 meter över havet.
Terrängen runt Wet Crag är kuperad åt nordväst, men österut är den platt. Havet är nära Wet Crag österut. Trakten är glest befolkad. Närmaste befolkade plats är Commandante Ferraz Station, 13,6 kilometer väster om Wet Crag. 